# Dividendo demográfico

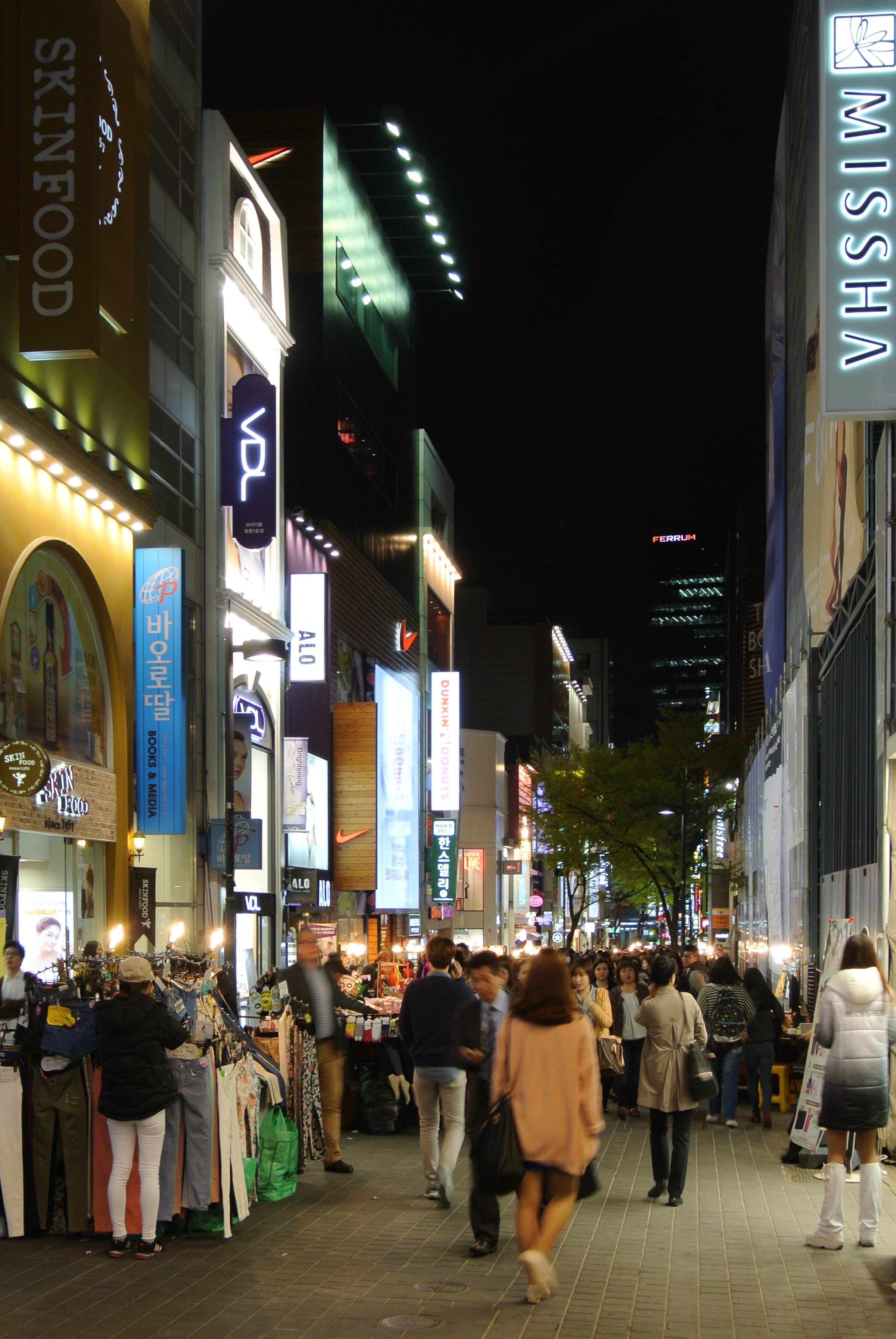
Comercios de Seúl

El dividendo demográfico, según lo definido por el Fondo de Población de las Naciones Unidas (UNFPA) significa, "el potencial de crecimiento económico que puede resultar de los cambios en la estructura de edad de una población, principalmente cuando la proporción de la población en edad de trabajar (15 a 64) es mayor que la proporción de la población en edad de no trabajar (14 años o menos y 65 años o más)". En otras palabras, es "un impulso en la productividad económica que ocurre cuando hay un número creciente de personas en la fuerza laboral en relación con el número de dependientes".  El UNFPA declaró que, “Un país con un número creciente de jóvenes y una disminución de la fertilidad tiene el potencial de obtener un dividendo demográfico.  

## Características

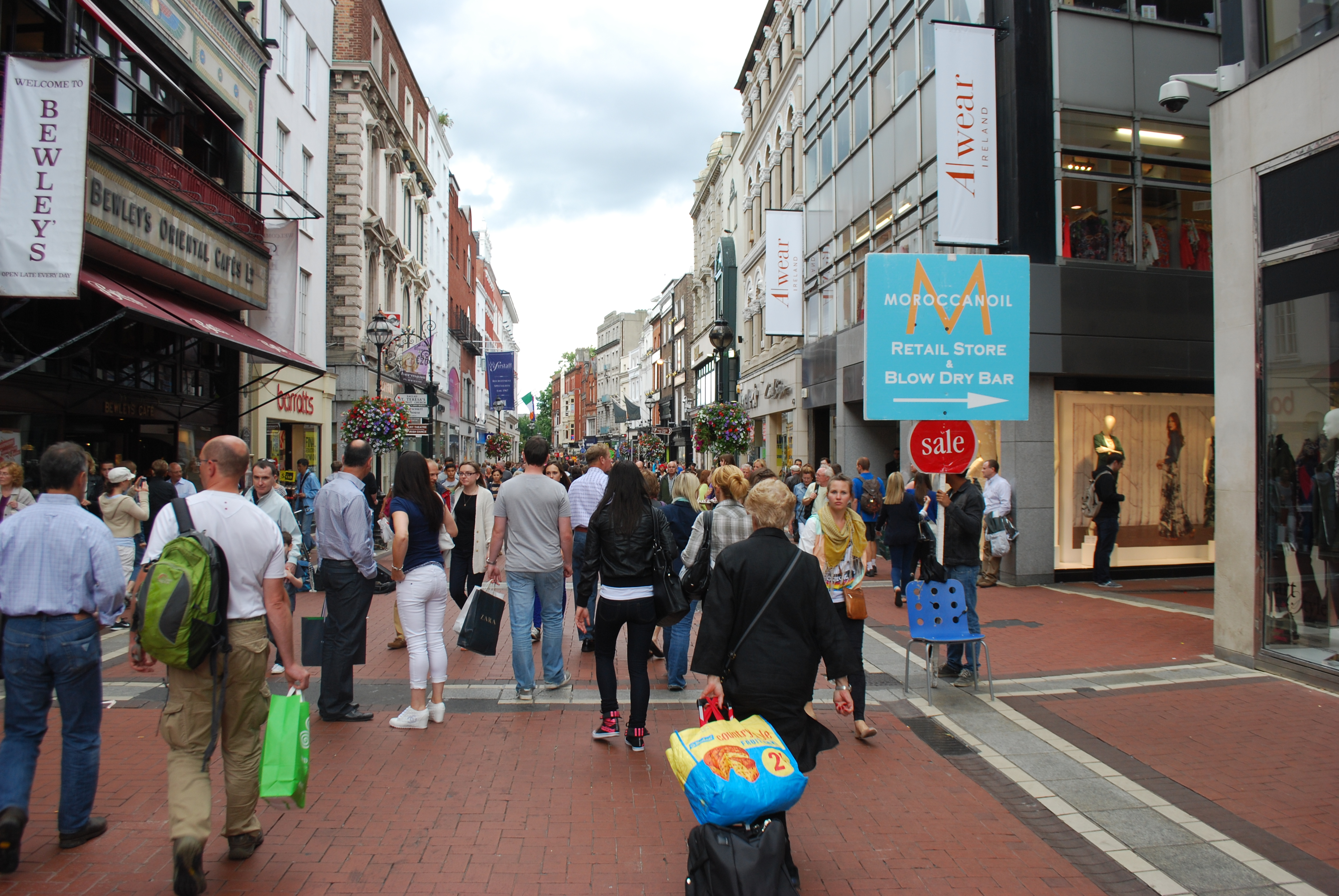
Calle comercial de Dublín

El dividendo demográfico ocurre cuando la proporción de personas trabajadoras en la población total es alta porque esto indica que más personas tienen el potencial de ser productivas y contribuir al crecimiento de la economía. 
Debido a la proporción entre jóvenes y adultos, muchos argumentan que existe un gran potencial de ganancias económicas, lo que se ha denominado el "regalo demográfico". Para que se produzca el crecimiento económico, la población más joven debe tener acceso a una educación de calidad, nutrición y salud adecuadas, incluido el acceso a la salud sexual y la planificación reproductiva. 
Sin embargo, la caída en las tasas de fertilidad no es inmediata. El retraso del aumento poblacional generacional surge a través de la sociedad. Durante un período de tiempo se produce un crecimiento de población que es una carga para la sociedad y aumenta la relación de dependencia. Finalmente, este grupo comienza a ingresar en la fuerza laboral productiva. Dado que las tasas de fertilidad continúan disminuyendo y las generaciones mayores tienen expectativas de vida más cortas, la tasa de dependencia disminuye drásticamente. Este cambio demográfico inicia el dividendo demográfico.  

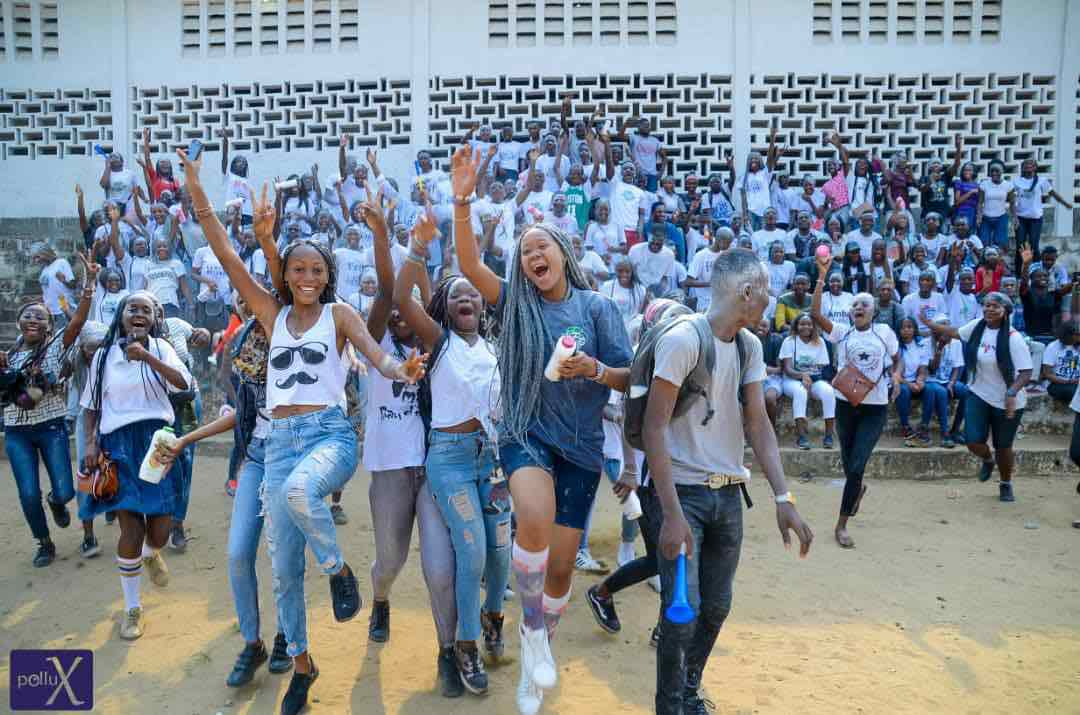
Celebración juvenil en Congo Kinshasa

Con menos dependientes más jóvenes, debido a la disminución de las tasas de fertilidad y mortalidad infantil, y menos dependientes mayores, debido a que las generaciones más viejas tienen expectativas de vida más cortas, y el segmento más grande de la población en edad laboral productiva, la tasa de dependencia disminuye drásticamente, lo que lleva al dividendo demográfico. Combinado con políticas públicas efectivas, este período de dividendos demográficos puede ayudar a facilitar un crecimiento económico más rápido y ejerce menos presión sobre las familias.  
Este es también un período de tiempo en que muchas mujeres ingresan a la fuerza laboral por primera vez. En muchos países, este período de tiempo ha llevado a familias cada vez más pequeñas, mayores ingresos y mayores tasas de esperanza de vida. Sin embargo, también pueden ocurrir cambios sociales dramáticos durante este tiempo, como el aumento de las tasas de divorcio, el aplazamiento del matrimonio y los hogares unipersonales. 

### Teoría reciente del dividendo educativo
Investigaciones recientes muestran que el dividendo demográfico es un dividendo desencadenado por la educación

## Resumen estadístico

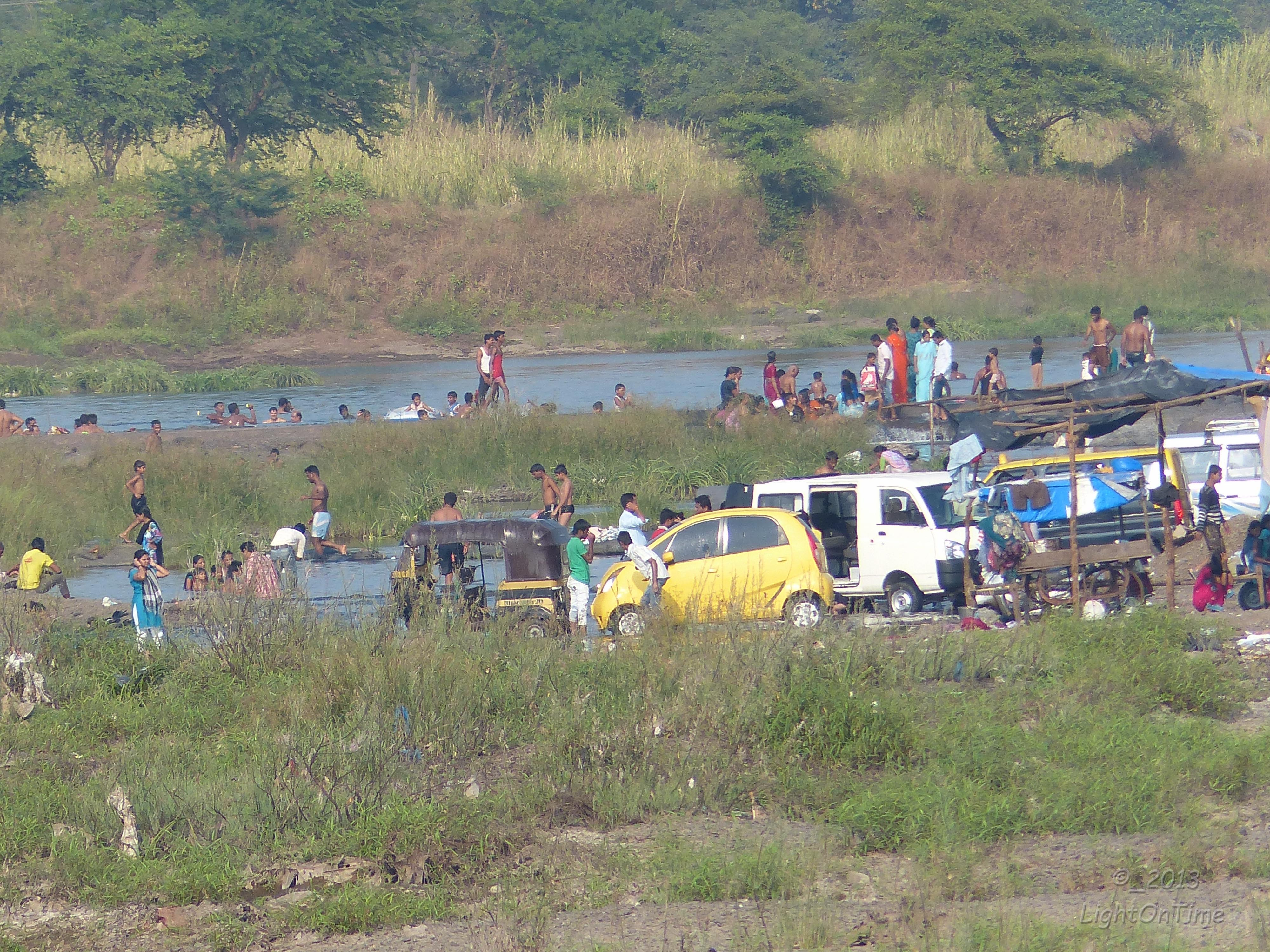
Jóvenes en Mumbai, India

Aproximadamente 1,8 billones de personas entre 10 y 24 años existen en el mundo hoy. Es el mayor número total de jóvenes que nunca ha habido. Según el Fondo de Población de las Naciones Unidas (UNFPA), se espera que este número aumente hasta 2070.  Gran parte del aumento se debe a los países menos desarrollados que han experimentado un crecimiento rápido en sus poblaciones juveniles. En las poblaciones de los países menos desarrollados, aproximadamente el 60% tienen menos de 24 años.  La gran proporción de jóvenes en los países menos desarrollados crea una oportunidad para obtener un dividendo demográfico. Sin embargo, esta realización conlleva desafíos. 
El UNFPA declaró que
- “A mediados de este siglo, la población de los países menos desarrollados habrá duplicado su tamaño, agregando 14 millones de jóvenes a la población en edad de trabajar cada año. Crear condiciones para medios de vida dignos será una tarea enorme, especialmente dado que, actualmente, alrededor del 80 por ciento de las personas que trabajan en estos países están desempleadas, subempleadas o tienen un empleo irregular. Además, la escasez de recursos financieros hará que sea difícil mantener, y mucho menos aumentar, el gasto en salud, educación y nutrición".

Por lo tanto, para obtener los beneficios de un dividendo demográfico, los países deben reconocer y cultivar el potencial de los jóvenes y cerrar la brecha entre las demandas que se les imponen y las oportunidades que se les brindan.

## Ejemplos

### Este de Asia

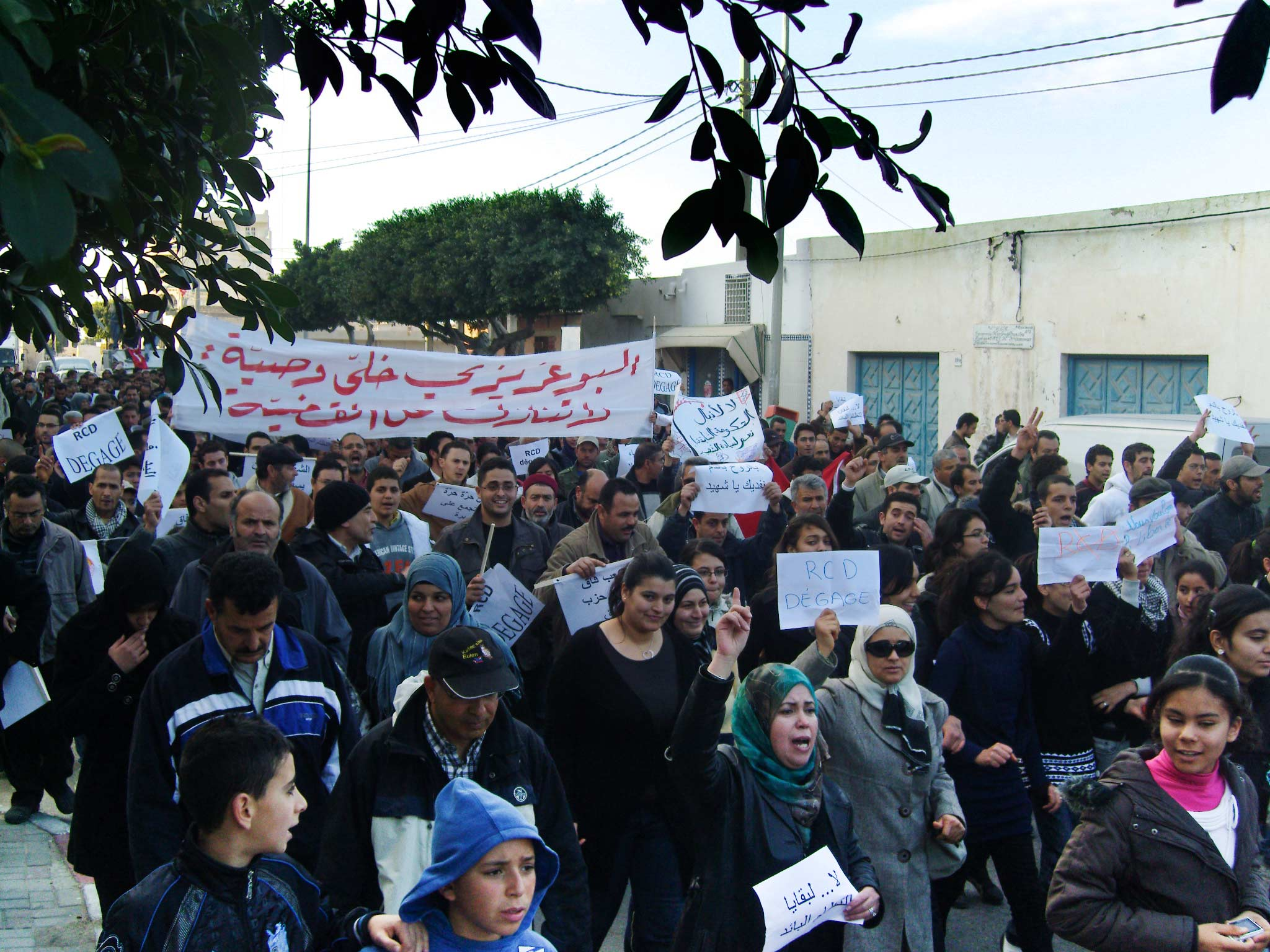
Manifestación en Túnez en 2011

Asia oriental proporciona algunas de las pruebas más convincentes hasta la fecha del dividendo demográfico. La transición demográfica en el este de Asia se produjo durante 5 a 15 años durante los años 1950 y 1960, un período de tiempo más corto que en cualquier otro lugar anterior. Durante este tiempo, los países de Asia oriental invirtieron en su juventud y ampliaron el acceso a la planificación familiar, lo que permitió a las personas formar familias más tarde y tener menos hijos. Comenzaron a estar disponibles más recursos, comenzaron las inversiones en infraestructura y se realizaron inversiones productivas a medida que cayeron las tasas de fertilidad, lo que resultó en un crecimiento económico sin precedentes. Por ejemplo, el UNFPA declaró que "Corea del Sur vio crecer su producto interior bruto per cápita alrededor del 2.200 por ciento entre 1950 y 2008 y el PIB de Tailandia creció un 970 por ciento".
Asia oriental pudo beneficiarse del conocimiento, la experiencia y la tecnología de otros países que ya habían pasado por la transición demográfica. Se ha argumentado que el dividendo demográfico jugó un papel en los "milagros económicos" de los Tigres de Asia Oriental y representa entre un cuarto y dos quintos del "milagro".

### Irlanda
Irlanda también ofrece un ejemplo reciente del dividendo demográfico y su transición. Ante una alta tasa de natalidad, el gobierno irlandés legalizó la anticoncepción en 1979. Esta política condujo a una disminución en la tasa de fertilidad y una disminución en la tasa de dependencia. Se ha vinculado como un factor que contribuye al auge económico de la década de 1990, del que se llamó el Tigre Celta. Durante este tiempo, la tasa de dependencia también mejoró como resultado de una mayor participación femenina en el mercado laboral y una reversión de la migración hacia el exterior de la población en edad laboral a una entrada neta. 

### África
África, por otro lado, ha sido única en términos demográficos porque las tasas de fecundidad se han mantenido relativamente altas, sin aplicar medidas efectivas de planificación familiar, aun cuando se han logrado avances significativos en la disminución de las tasas de mortalidad. Esto ha llevado a una perjudicial explosión demográfica continua en lugar de un auge demográfico y ha contribuido al estancamiento económico en gran parte del África subsahariana.
La magnitud del dividendo demográfico parece depender de la capacidad de la economía para absorber y emplear productivamente a los trabajadores adicionales, en lugar de ser un regalo demográfico puro. Según el Fondo de Población de la ONU, “si los países del África subsahariana pueden repetir la experiencia de Asia oriental, la región podría obtener un dividendo demográfico de hasta 500 mil millones de dólares al año durante 30 años. Para países como Uganda en África Oriental, que actualmente es (2019), uno de los países menos desarrollados del mundo puede llevar bastante tiempo si no hay esfuerzos consistentes para lograr el dividendo demográfico. 

### India
En un futuro cercano, India será el mayor contribuyente individual a la transición demográfica mundial. Un documento de trabajo del Fondo Monetario Internacional de 2011 encontró que una parte sustancial del crecimiento experimentado por la India desde la década de 1980 es atribuible a la estructura de edad del país y a los cambios demográficos. Para 2026, la edad promedio de la India sería de 29 años, que es la menor entre el promedio mundial. La Oficina del Censo de EE. UU. predice que India superará a China como el país más grande del mundo para 2025, con una gran proporción de los que están en la categoría de edad laboral. Durante las próximas dos décadas, el dividendo demográfico continuo en la India podría agregar aproximadamente dos puntos porcentuales por año al crecimiento del PIB per cápita de la India.  Se necesitan acciones extremas para cuidar los futuros niveles mínimos de vida básicos, incluidos los alimentos, el agua y la energía. Según la Oficina de Referencia de Población, se prevé que la población de la India en 2050 sea de 1.692 millones de personas.

### Asia occidental
El Asia occidental y el norte de África recientemente experimentaron en sus pirámides de población un exceso juvenil en el que los jóvenes de 15 a 29 años representan alrededor del 30% de la población total. Se cree que, a través de la educación y el empleo, la población juvenil actual en el oeste de Asia podría impulsar el crecimiento económico y el desarrollo que los jóvenes de Asia oriental pudieron para los tigres asiáticos. Pero la falta de oportunidades económicas para este sector creciente de la población  ha producido una enorme inestabilidad que ha derivado en conflictos políticos y religiosos. 

## Cuatro mecanismos para el crecimiento del dividendo demográfico.
Durante el curso del dividendo demográfico hay cuatro mecanismos a través de los cuales se consiguen los beneficios. 
1. El primero es el aumento de la oferta laboral. Sin embargo, la magnitud de este beneficio parece depender de la capacidad de la economía para absorber y emplear productivamente a los trabajadores adicionales en lugar de ser un puro regalo demográfico.
2. El segundo mecanismo es el aumento del ahorro. A medida que disminuye el número de dependientes, las personas pueden ahorrar más. Este aumento en las tasas de ahorro nacionales aumenta el stock de capital en los países en desarrollo que ya enfrentan escasez de capital y conduce a una mayor productividad a medida que se invierte el capital acumulado.
3. El tercer mecanismo es el capital humano. Las disminuciones en las tasas de fertilidad resultan en mujeres más saludables y menos presiones económicas en el hogar. Esto también permite a los padres invertir más recursos por niño, lo que conduce a mejores resultados de salud y educación.
4. El cuarto mecanismo para el crecimiento es la creciente demanda interna provocada por el aumento del PIB per cápita y la disminución de la tasa de dependencia.[17]

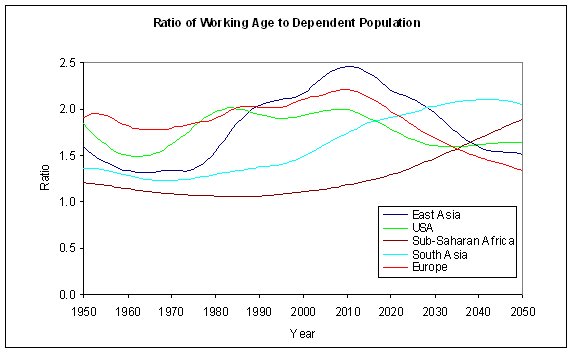

La baja fertilidad inicialmente conduce a una baja dependencia juvenil y una alta proporción de edad laboral a la población total. Sin embargo, a medida que la cohorte de edad laboral relativamente grande envejece, se establece el envejecimiento de la población. El gráfico muestra la relación entre la edad laboral y la población dependiente (de 15 a 64 años de edad, dividida por los que están por encima o por debajo de este rango de edad, el inverso de la relación de dependencia) según los datos y las proyecciones de las Naciones Unidas. 
Existe una gran urgencia estratégica para establecer políticas que aprovechen el dividendo demográfico para la mayoría de los países. Esta urgencia proviene de la ventana de oportunidad relativamente pequeña que los países tienen para planificar el dividendo demográfico cuando muchos de sus habitantes aún son jóvenes, antes de ingresar a la fuerza laboral.  Durante esta breve oportunidad, los países tradicionalmente intentan promover inversiones que ayudarán a estos jóvenes a ser más productivos durante sus años de trabajo.  Si no se brindan oportunidades a la creciente población joven, se producirá un aumento del desempleo y un mayor riesgo de agitación social.

## Después del dividendo demográfico, carga demográfica
La urgencia de establecer políticas apropiadas se ve aumentada por la realidad de que lo que sigue al "dividendo demográfico" es un momento en que la tasa de dependencia comienza a aumentar nuevamente. Inevitablemente, la burbuja demográfica que se abrió paso a través de los años laborales más productivos creando el "dividendo demográfico" envejece y se retira. Con un número desproporcionado de personas mayores que dependen de una generación más pequeña que los sigue, el "dividendo demográfico" se convierte en un pasivo. Con cada generación que tiene menos hijos, el crecimiento de la población se ralentiza, se detiene o incluso se invierte. Esta tendencia puede considerarse un impuesto demográfico  o una carga demográfica  Esto se ve actualmente de manera más dramática en Japón, y las generaciones más jóvenes esencialmente abandonan muchas partes del país. Otras regiones, especialmente Europa y América del Norte, enfrentarán situaciones similares en el futuro cercano, como también el este de Asia. 
El índice actual de independencia de China de 38 es inusualmente bajo. Esto representa el número de dependientes, niños y personas mayores de 65 por cada 100 adultos que trabajan. Esto implica que hay casi el doble de personas en edad laboral que el resto de la población. Este índice de dependencia históricamente bajo ha sido extremadamente beneficioso para el período de crecimiento económico sin precedentes de China. Este cambio dramático se produjo en gran medida debido a la política de hijo único de China.  
Como resultado, China está envejeciendo a un ritmo sin precedentes.  La población de China será más vieja que Estados Unidos para 2020 y que Europa para 2030.  En combinación con los abortos selectivos por sexo ampliamente practicados como resultado de la política del hijo único, China tendrá 96,5 millones de hombres en sus 20 años en 2025, pero solo 80,3 millones de mujeres jóvenes. La futura demografía de China presenta en este sentido muchos desafíos para el gobierno chino. 